# Gara Basarabeasca
Gara feroviară din Basarabeasca este cel mai important nod feroviar din sudul Republicii Moldova.